# Alexander N’Doumbou
Alexander N’Doumbou (ur. 4 stycznia 1992 w Port-Gentil) – gabońsko-chiński piłkarz grający na pozycji lewego pomocnika. Od 2019 roku jest zawodnikiem klubu Shanghai Greenland Shenhua.

## Kariera klubowa
Swoją karierę piłkarską N’Doumbou rozpoczął w 1998 roku w klubie AS Sogara. Następnie w 2004 roku wyjechał do Francji. W latach 2004–2005 trenował w FC Carpentras, a w latach 2005-2006 w FC Martigues. W 2006 roku podjął treningi w szkółce Olympique Marsylia. W 2009 roku awansował do zespołu rezerw Olympique i w sezonie 2009/2010 zadebiutował w nim w piątej lidze francuskiej. W 2011 roku został wypożyczony do trzecioligowego US Orléans. 24 września 2011 zadebiutował w nim w zremisowanym 0:0 domowym meczu z Étoile Fréjus Saint-Raphaël. W US Orléans grał do końca 2012 roku. W 2013 roku wrócił do Olympique i w jego rezerwach grał do lata 2015 roku.
| Sezon   | Klub                       | Kraj     | Rozgrywki            | Mecze | Gole |
| ------- | -------------------------- | -------- | -------------------- | ----- | ---- |
| 2010/11 | Olympique Marsylia B       | Francja  | DH Méditerranée      | 14    | 4    |
| 2011/12 | Olympique Marsylia B       | Francja  | CFA 2                | 5     | 0    |
| 2011/12 | US Orléans                 | Francja  | Championnat National | 21    | 3    |
| 2012/13 | US Orléans                 | Francja  | Championnat National | 10    | 0    |
| 2012/13 | Olympique Marsylia B       | Francja  | CFA 2                | 3     | 0    |
| 2013/14 | Olympique Marsylia B       | Francja  | CFA 2                | 25    | 2    |
| 2014/15 | Olympique Marsylia B       | Francja  | CFA 2                | 14    | 2    |
| 2016/17 | FCV Dender EH              | Belgia   | Derde klasse         | 11    | 0    |
| 2017/18 | FCV Dender EH              | Belgia   | Derde klasse         | 17    | 2    |
| 2018/19 | Wereja Stara Zagora        | Bułgaria | A PFG                | 15    | 0    |
| 2018/19 | Wereja Stara Zagora        | Bułgaria | Puchar Bułgarii      | 1     | 0    |
| 2019    | Shanghai Greenland Shenhua | Chiny    | Chinese Super League | 24    | 1    |
| 2019    | Shanghai Greenland Shenhua | Chiny    | Puchar Chin          | 3     | 1    |
| 2020    | Shanghai Greenland Shenhua | Chiny    | Chinese Super League | 19    | 1    |
| 2020    | Shanghai Greenland Shenhua | Chiny    | AFC Champions League | 4     | 0    |
| 2020    | Shanghai Greenland Shenhua | Chiny    | Puchar Chin          | 1     | 0    |
| 2021    | Shanghai Greenland Shenhua | Chiny    | Chinese Super League | 9     | 0    |
| 2021    | Shanghai Greenland Shenhua | Chiny    | Puchar Chin          | 6     | 0    |

### Sukcesy
- zdobycie Pucharu Chin z klubem Shanghai Greenland Shenhua (2019)

## Kariera reprezentacyjna
W reprezentacji Gabonu N’Doumbou zadebiutował 9 lutego 2011 w przegranym 0:2 towarzyskim meczu z Demokratyczną Republiką Konga. W 2015 roku został powołany do kadry na Puchar Narodów Afryki 2015. Na tym turnieju był rezerwowym i nie rozegrał żadnego meczu.